# أنقولية لارامية
أنقولية لارامية (الاسم العلمي: Aquilegia laramiensis) هي نوع من النباتات تتبع جنس الأنقولية من الفصيلة الحوذانية.